# Electric City
|  | Per a altres significats, vegeu «Electric City (websèrie)». |

Electric City és una població dels Estats Units a l'Estat de Washington. Segons el cens del 2000 tenia 922 habitants.

## Demografia
Segons el cens del 2000, Electric City tenia 922 habitants, 382 habitatges, i 291 famílies. La densitat de població era de 659,2 habitants per km².
Dels 382 habitatges en un 27% hi vivien nens de menys de 18 anys, en un 63,6% hi vivien parelles casades, en un 8,1% dones solteres, i en un 23,8% no eren unitats familiars. En el 20,2% dels habitatges hi vivien persones soles el 7,3% de les quals corresponia a persones de 65 anys o més que vivien soles. El nombre mitjà de persones vivint en cada habitatge era de 2,41 i el nombre mitjà de persones que vivien en cada família era de 2,74.
Per edats la població es repartia de la següent manera: un 23,1% tenia menys de 18 anys, un 6,1% entre 18 i 24, un 18,4% entre 25 i 44, un 33,9% de 45 a 60 i un 18,4% 65 anys o més.
L'edat mediana era de 46 anys. Per cada 100 dones de 18 o més anys hi havia 95,3 homes.
La renda mediana per habitatge era de 42.321 $ i la renda mediana per família de 47.969 $. Els homes tenien una renda mediana de 46.667 $ mentre que les dones 20.288 $. La renda per capita de la població era de 19.388 $. Aproximadament l'11,6% de les famílies i el 12,4% de la població estaven per davall del llindar de pobresa.

## Poblacions més properes
El següent diagrama mostra les poblacions més properes.